# CCTV Російською
CCTV Російською (кит.: 中国中央电视台俄语国际频道, Zhōngguó zhōngyāng diànshìtái Éyǔ guójì píndào) — міжнародний проект Центрального Телеканалу Китаю із транслюванням російською мовою.
Серед телепрограм здебільшого міжнародні новини, розважальні та освітні програми, короткі телефільми.
Транслювання Центрального Телеканалу Китаю російською почалося 10 вересня 2009, з нагоди 60-ї річниці заснування дипломатичних відносин між Пекіном та Москвою. Канал транслюється через супутники Chinasat 6B and EB-9A та покриває регіон Тихоокеанської Азії, Середньої Азії та Європи. Запланована аудиторія каналу близько 300 мільйонів глядачів у 12 країнах Співдружності, Східної Європи та незалежних країнах Балтики.
Більшість програм йдуть російською мовою, загальною кількість 16 — випуски новин, відеорепортажі, розважальні шоу та освітні програми. Щоденний розклад відбувається у межах 6-годинних блоків. Випуски новин поновлюються частіше, у той час як інші програми повторюються 4 рази щоденно.
Серед інших міжнародних проектів є такі як CCTV-9 Англійською, CCTV Французькою, CCTV Іспанською та CCTV Арабською.